# Josefina Ling Ling
Josefina Faen-Faen Ling Ling (Madrid) es una astrónoma, profesora e investigadora de la Universidad de Santiago de Compostela y del Observatorio Astronómico Ramón María Aller . Premio Edmond Girard en 2014, otorgado por la Sociedad Astronómica de Francia.

## Biografía
Nació y creció en Madrid, ciudad a la que emigró su familia china. Estudió el primer ciclo de la licenciatura de Matemáticas en la Universidad Autónoma de Madrid y luego decidió trasladarse a la Universidad Complutense de Madrid para estudiar la especialidad de Astronomía, Mecánica y Geodesia. En 1983, se trasladó a Santiago de Compostela, completando su doctorado en la Universidad de Santiago de Compostela (USC).
Es profesora titular del área de Astronomía y Astrofísica en el Departamento de Matemática Aplicada de la USC,  y trabaja como investigadora y divulgadora en el Observatorio Astronómico Ramón María Aller.También fue secretaria del equipo de gobierno de la Facultad de Matemáticas de 2009 a 2017.
Su investigación se centra en los sistemas estelares dobles y múltiples, la mecánica celeste y la contaminación lumínica. Ha participado en numerosas campañas de observación astronómica, en diferentes observatorios internacionales, para obtener posiciones relativas de estas estrellas mediante técnicas de interferometría micrométrica y speckle. Durante uno de ellos descubrió la estrella doble LING 1, situada en la constelación de Casiopea. Es miembro de la Comisión G1 de la Unión Astronómica Internacional y asesora científica de la Sociedad Astronómica de Francia.
Pertenece a la Comisión Mujer y Astronomía de la Sociedad Astronómica Española, y realiza importantes actividades de divulgación, participando en actividades de fomento de las vocaciones femeninas en la ciencia como <i id="mwPQ">Un ingeniera o una científica en cada colegio</i>. Fue comisaria, junto a Eulalia Pérez Sedeño, de la exposición “Con Una de Astrónomos”, y coordinó el calendario “Astrónomos que hicieron historia”.  Es una de las científicas de la agenda feminista 2016 del Observatorio de Igualdad de la Marina  y del proyecto Donas do código.

## Premios y reconocimientos
- 2010 Primer Premio a la Introducción de la Perspectiva de Género en la Enseñanza de la USC.[15]
- 2014 Premio Edmond Girad de la Sociedad Astronómica de Francia.[8]